# Seßlach
Seßlach ist eine Stadt im oberfränkischen Landkreis Coburg. Seßlach hat ein außergewöhnlich gut erhaltenes mittelalterliches Stadtbild und wurde als historische Filmkulisse überregional bekannt.

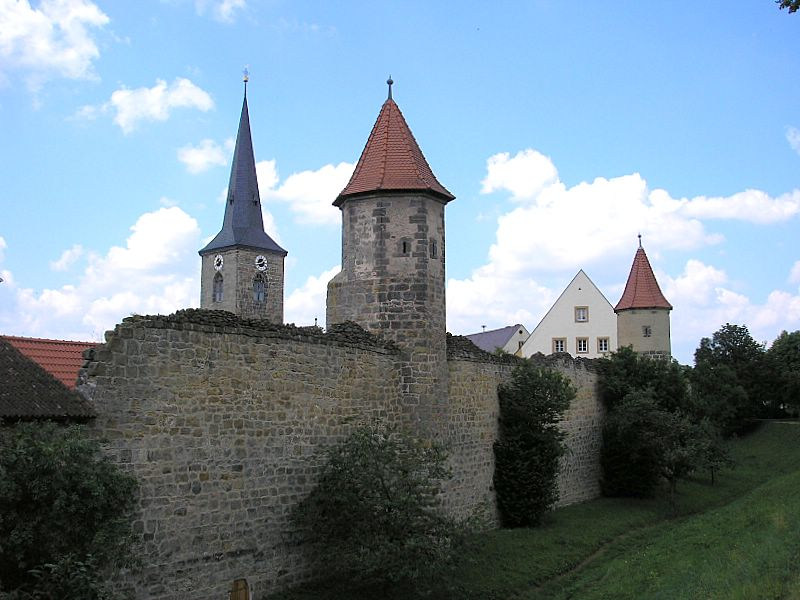
Teil der mittelalterlichen Stadtmauer

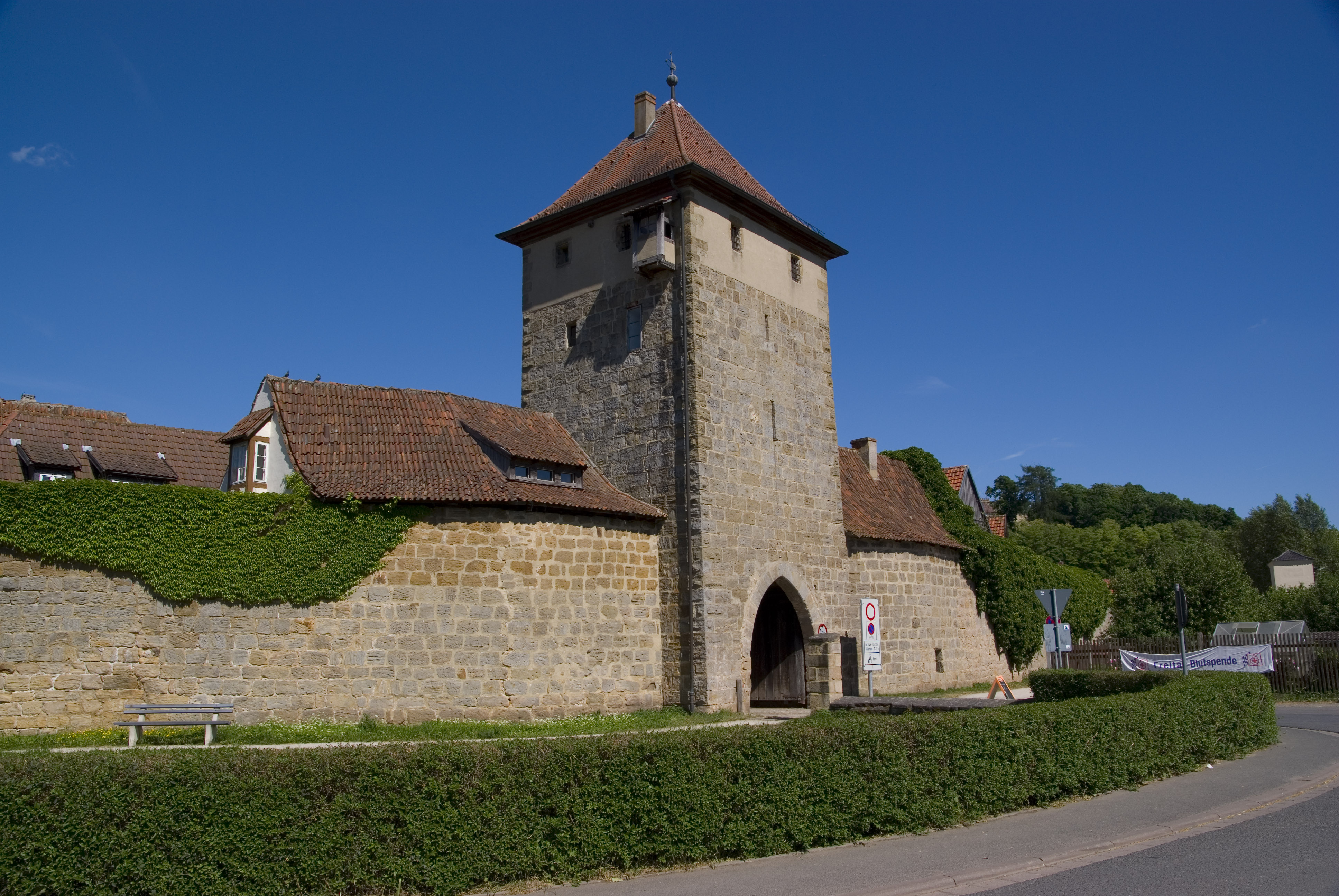
Rothenberger Stadttor

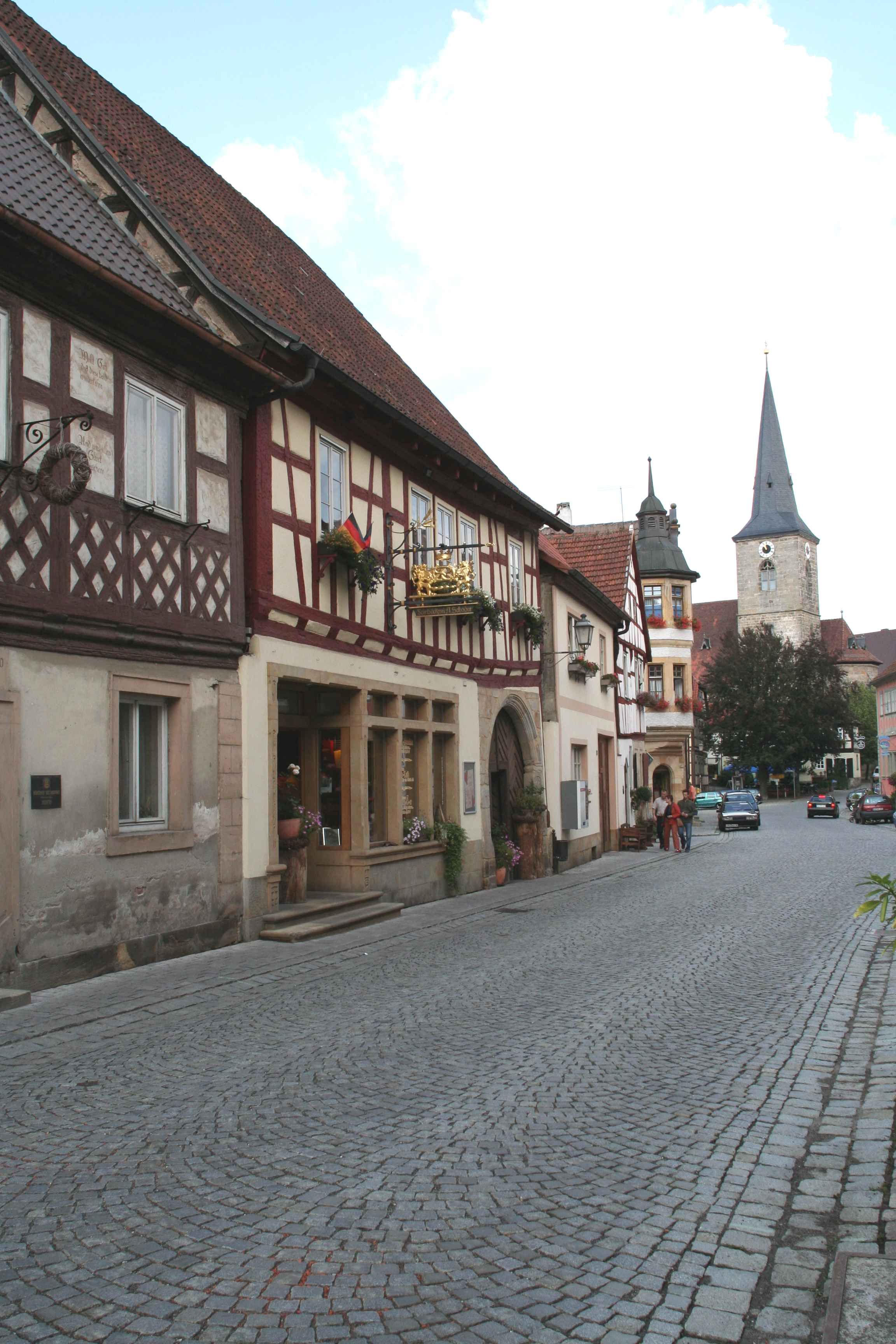
Innenstadt Seßlach

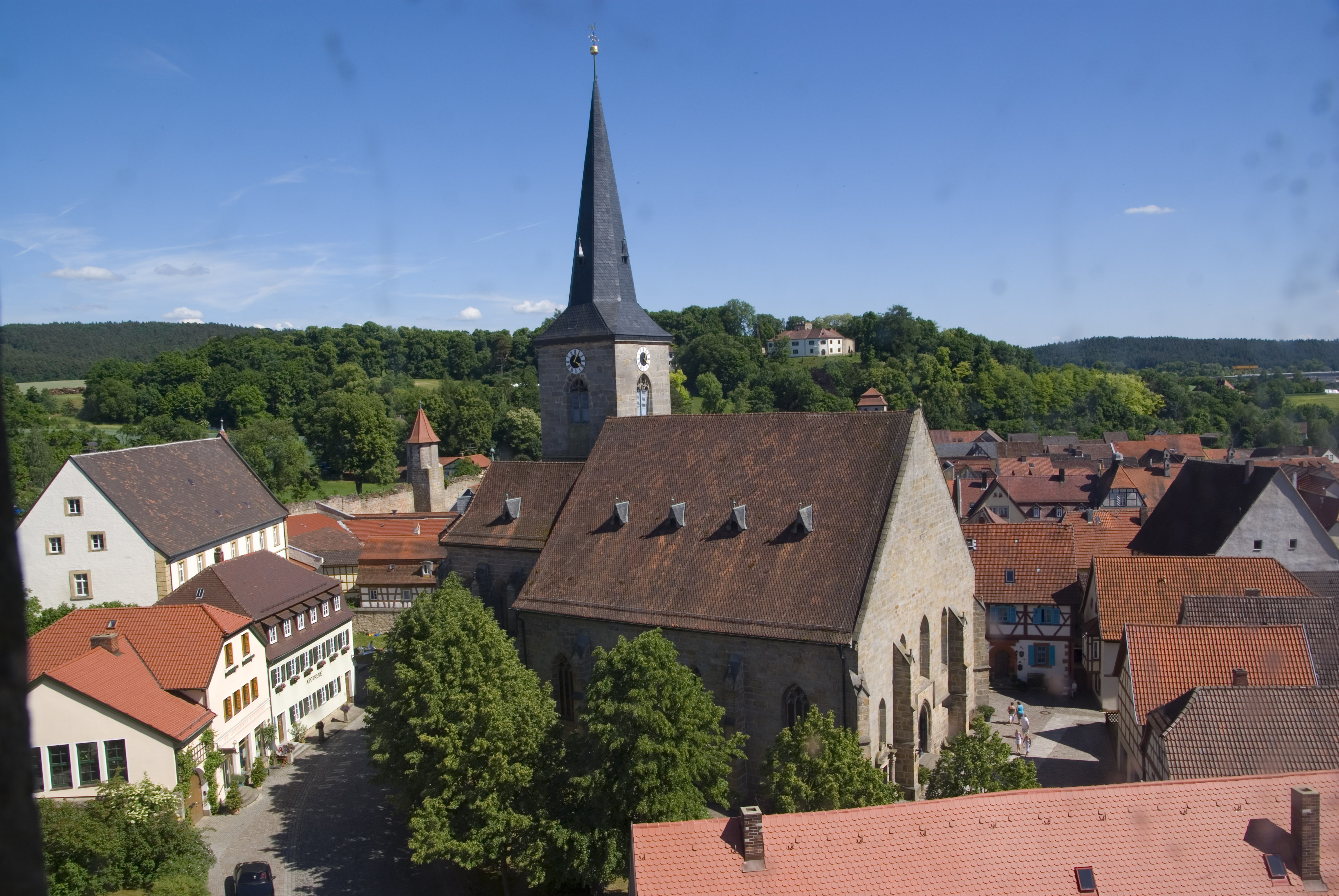
Stadtpfarrkirche St. Johannes der Täufer

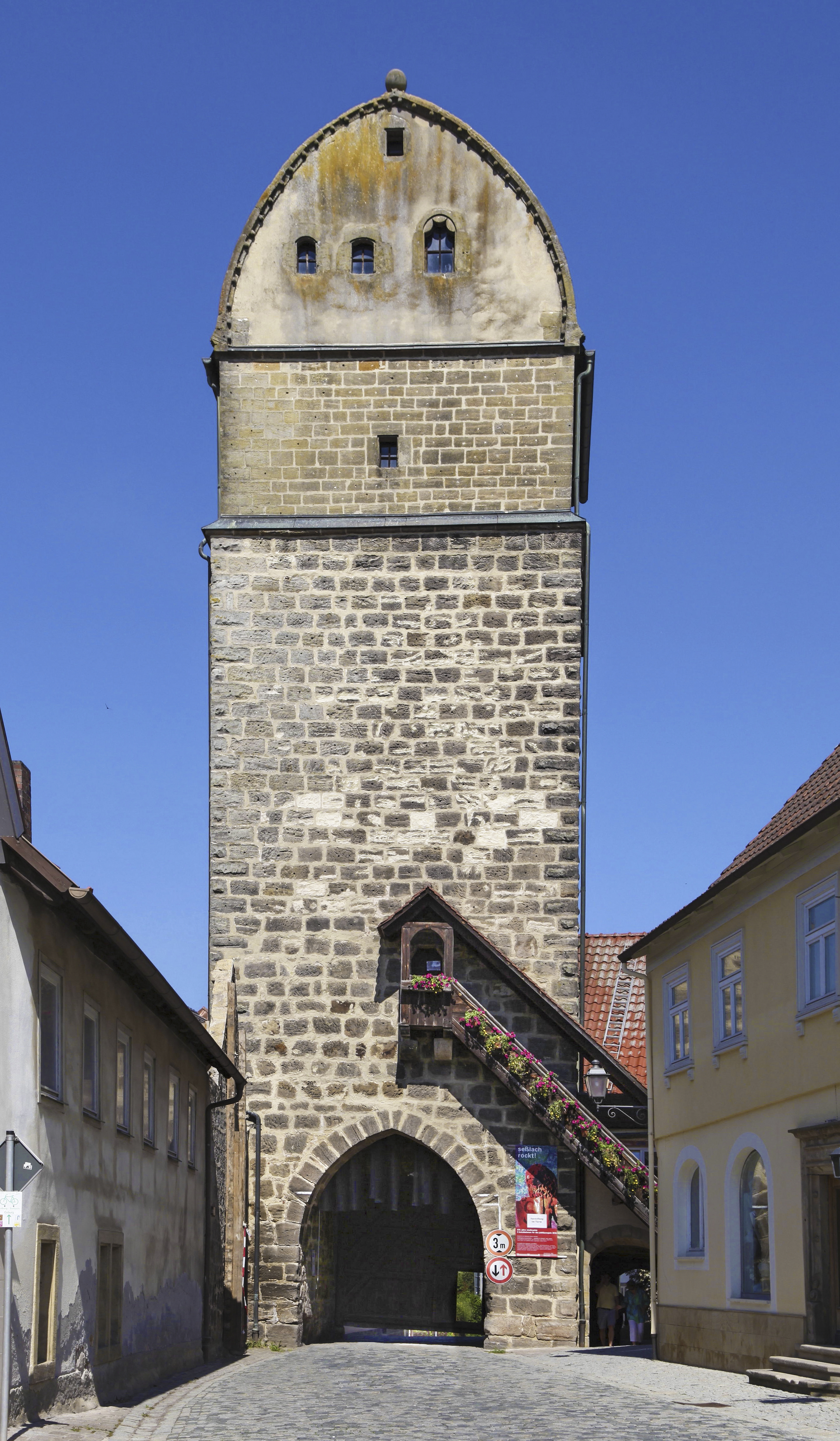
Hattersdorfer Stadttor

## Geografie

### Nachbargemeinden
Seßlach grenzt (von Nordwesten beginnend im Uhrzeigersinn) an die Stadt Heldburg, die Stadt Ummerstadt (Landkreis Hildburghausen, Thüringen), die Gemeinden Weitramsdorf, Ahorn, Großheirath, Itzgrund (Landkreis Coburg), die Gemeinden Untermerzbach, Pfarrweisach und den Markt Maroldsweisach (Landkreis Haßberge, Unterfranken).

### Gemeindegliederung
Die Stadtgemeinde hat 23 Gemeindeteile (in Klammern sind der Siedlungstyp und die Einwohnerzahl, Stand 30. Juni 2022, angegeben):
- Aumühle
- Autenhausen (Pfarrdorf, 284)
- Bischwind (Kirchdorf, 92)
- Dietersdorf (Kirchdorf, 423)
- Eckersdorf (Siedlung, 20)
- Gehegsmühle (Einöde)
- Geiersberg (Schloss)
- Gemünda i.OFr. (Pfarrdorf, 478)
- Gleismuthhausen (Kirchdorf, 93)
- Hattersdorf (Dorf, 132)
- Heilgersdorf (Pfarrdorf, 460)
- Heinersdorf (Einöde, 7)
- Krumbach (Dorf, 65)
- Lechenroth (Dorf, 69)
- Merlach (Dorf, 87)
- Muggenbach (Einöde)
- Oberelldorf (Kirchdorf, 142)
- Rothenberg (Kirchdorf, 86)
- Seßlach (Hauptort, 1281)
- Setzelsdorf (Dorf, 31)
- Trammershof (Weiler)
- Unterelldorf (Dorf, 136)
- Wiesen (Weiler, 45)

Es gibt die Gemarkungen Autenhausen, Bischwind, Dietersdorf, Gemünda in Oberfranken, Gleismuthhausen, Hattersdorf, Heilgersdorf, Lechenroth, Merlach, Oberelldorf, Rothenberg, Seßlach und Unterelldorf.

## Geschichte

### Bis zum 19. Jahrhundert
Nach der Zerschlagung des Thüringer Reiches (531) wurde der Grabfeldgau durch fränkische Bauern besiedelt. Aus dem Osten drangen auch slawische Siedler auf der Flucht vor ihren awarischen Bedrängern in das Gebiet des Obermains vor. Noch im 11. Jahrhundert waren zahlreiche Slawen in Franken noch nicht christianisiert. Als Urpfarreien des Bistums Würzburg wurden u. a. Baunach, Pfarrweisach und Seßlach angelegt. Der Schutzpatron Seßlachs, der heilige Johannes der Täufer, verweist als Missionsheiliger auf die Funktion der Pfarrei als Stützpunkt der Slawenmission. 1007 wurde das Bistum Bamberg im Slawengebiet begründet.
Die erste urkundliche Erwähnung der beiden Ansiedlungen auf dem Kirchhügel und dem Geiersberg war im Jahr 800 n. Chr. Die Äbtissin Emhild des Klosters Milz übertrug in dieser Urkunde der Abtei Fulda die Milzer Güter in „Duo Sezelaha“ zusammen mit dem übrigen Klosterbesitz.
Im Jahr 837 wurde in einer weiteren Urkunde von „Sezzilahono marca“ gesprochen, als Gaugraf Asis, ein Enkel Karls des Großen, seine Besitzungen ebenfalls der Abtei Fulda vermachte.
Nachdem der Würzburger Bischof 1120 durch Kaiser Heinrich V. mit dem Herzogtum Franken belehnt worden war, bestimmte man Seßlach zum Amtssitz und Zentgericht. 1154 erschien ein Hugo von Sezzelah als würzburgischer Dienstmann auf der Burg Geiersberg über dem Ort. Die Burg dürfte also um 1120/30 entstanden sein.
1223 wurde die Siedlung als „Sezzelaha“ in einer Urkunde genannt. Sie wurde 1244 in einem Konflikt zwischen Herzog Otto VIII. von Meran und dem Hochstift Würzburg zerstört.
1335 verlieh Kaiser Ludwig der Bayer der Civitas das Stadt- und Befestigungsrecht nach dem Muster der Reichsstadt Gelnhausen. Die Nachbarstadt Ebern wurde gleichzeitig in dieser Weise aufgewertet.
1399 schlossen sich die Seßlacher Bürger dem Elfstädtebund gegen das Würzburger Hochstift an. Die Städte versuchten damals, sich von der Abhängigkeit vom Hochstift zu lösen und den Status der Reichsunmittelbarkeit zu erlangen. Dieses Bündnis wurde 1400 in der Schlacht von Bergtheim zerschlagen. Maßgeblichen Anteil an der Niederlage des Städtebundes hatten die etwa 60 Ritter und Edelknechte aus den benachbarten Haßbergen.
Auch die Beteiligung der Bürgerschaft am Bauernkrieg von 1525 endete tragisch. Der Würzburger Bischof Konrad ließ fünf Rädelsführer auf dem Marktplatz enthaupten, nachdem er bereits am selben Tag im nahen Ebern elf Mann gerichtet hatte.
Während des Dreißigjährigen Krieges kam es zu mehreren Plünderungen und Brandschatzungen. Bei der Erstürmung der Stadt durch die kaiserlichen Truppen waren neben vielen Verletzten auch sechs Tote zu beklagen (1640). Die eigentlich verbündeten Soldaten hatten die Stadttore verschlossen vorgefunden.
In der Zeit der Napoleonischen Kriege hatte Seßlach unter zahlreichen Einquartierungen und Truppenaushebungen zu leiden. 1802 wurde das Hochstift Würzburg säkularisiert. Seßlach kam über das Großherzogtum Würzburg schließlich 1810 zum Königreich Bayern. 1812 wurde das königliche Landgericht (ab 1879 Amtsgericht Seßlach im Bezirksamt Staffelstein) eingerichtet. Im Jahr 1840 hatte Seßlach 665 Einwohner. In Seßlach ist seit dem Jahr 1361 ein mittelalterliches Leprosorium auf einem „mons leprosorum“ nachweisbar, das Nikolaus geweiht war. Später war von dem Leprosorium noch eine Siechkapelle erhalten.

### 20. Jahrhundert
1905 fielen 13 Wohnhäuser und zahlreiche Scheunen und Nebengebäude einem Großbrand um den Marktplatz zum Opfer. Die anschließende historisierende Neubebauung fügt sich trotz einiger Jugendstilelemente gut in das alte Stadtbild ein.

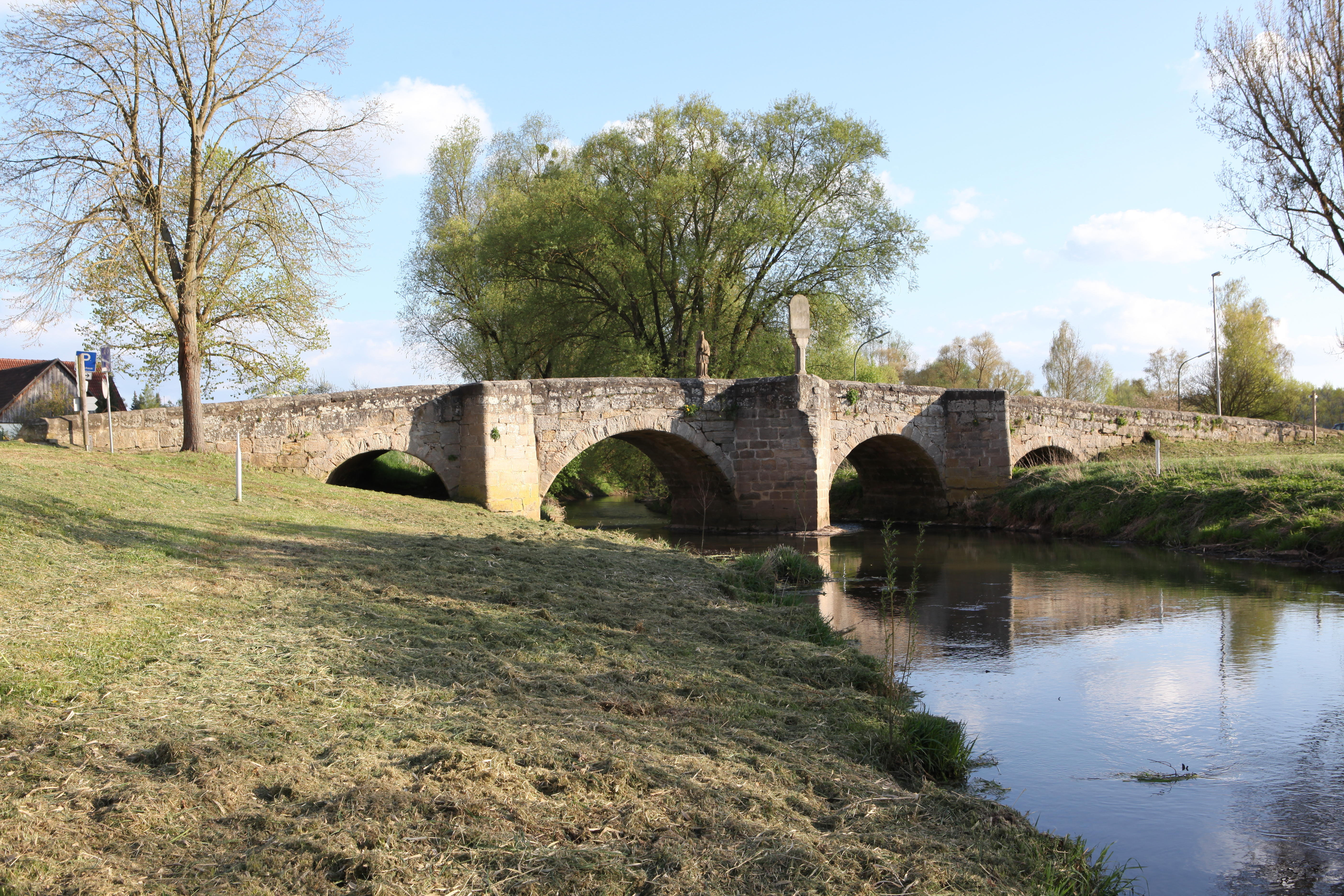
Rodachbrücke

Im Zweiten Weltkrieg ergab sich die Stadt am 9. April 1945 kampflos den anrückenden Amerikanern. Beim Vormarsch durch das Rodachtal kam es jedoch zu einigen Schäden in den Ortsteilen Rothenberg, Oberelldorf und Dietersdorf.
Durch die Teilung Deutschlands verlor Seßlach sein Hinterland in Südthüringen. Besonders die Verbindungen zur Nachbarstadt Heldburg wurden vollständig unterbrochen. Allerdings hatte man sich auch schon vorher größtenteils nach Süden und Westen orientiert. Durch die Ansiedlung zahlreicher Flüchtlinge und Heimatvertriebener wuchs das mittelalterliche Städtchen weit über seine historischen Stadtmauern hinaus. Die Einwohnerzahl verdoppelte sich nahezu, große Neubaugebiete entstanden.
1971 begann die Gemeinde mit der Sanierung der historischen Altstadt. 1986/87 errang Seßlach die Titel Landes- bzw. Bundessieger für beispielhafte Stadtsanierung.
1985 konnte man das 650-jährige Stadtjubiläum feiern. Durch die Öffnung des Eisernen Vorhangs 1989 verlor die Stadt ihre ungünstige Randlage an der innerdeutschen Grenze. Die alten Verbindungen nach Thüringen konnten teilweise rasch wiederhergestellt werden. Das in seltener Vollständigkeit erhaltene historische Stadtbild zieht zahlreiche Touristen aus dem In- und Ausland an.

### Verwaltungszugehörigkeit
Am 1. Juli 1972 wurde das Seßlacher Land im Zuge der Gebietsreform trotz der historischen Verbindungen zu Unterfranken dem Landkreis Coburg zugeschlagen. Allerdings gehörte das Gebiet bereits vorher zum aufgelösten Landkreis Staffelstein und somit zu Oberfranken.

### Eingemeindungen
Im Zuge der Gebietsreform in Bayern wurde am 1. Mai 1975 die Gemeinde Oberelldorf eingegliedert. Gleismuthhausen kam am 1. Januar 1977 hinzu. Lechenroth folgte am 1. Oktober 1977. Die Reihe der Eingemeindungen wurde mit der Eingliederung von Hattersdorf am 1. Januar 1978 sowie von Autenhausen, Dietersdorf, Gemünda in Oberfranken, Heilgersdorf (mit seinen Ortsteilen unter anderem dem am 1. Juli 1971 eingemeindeten Bischwind), Merlach, Rothenberg und Unterelldorf am 1. Mai 1978 abgeschlossen.

### Einwohnerentwicklung
Im Zeitraum 1988 bis 2018 wuchs die Stadt von 3773 auf 3934 um 161 Einwohner bzw. um 4,3 %. Ein Höchststand wurde am 31. Dezember 2001 mit 4140 Einwohnern erreicht.

## Politik

### Stadtrat
Die Kommunalwahl 2020 führte zu folgender Sitzverteilung (Vergleich zu 2014):
- CSU/Landvolk 5 Sitze (−3)
- SPD 3 Sitze (0)
- Freie Wählergruppe Bürgerblock 8 Sitze (+3)

### Bürgermeister
Erster Bürgermeister ist seit 2019 Maximilian Neeb (Freie Wähler). Vorgänger war von 2014 bis zu seiner Wahl in den Bayerischen Landtag 2018 Martin Mittag (CSU). Dessen Vorgänger war Hendrik Dressel (Freie Wähler), der erstmals 1984 gewählt worden war.

### Wappen
|  | Blasonierung: „In Rot der silbern gekleidete, bärtige heilige Johannes der Täufer, der auf einer silbernen Truhenbank sitzt und mit beiden Händen eine goldene Scheibe mit dem silbernen Gotteslamm emporhält.“ |
|  | |

## Kultur und Sehenswürdigkeiten

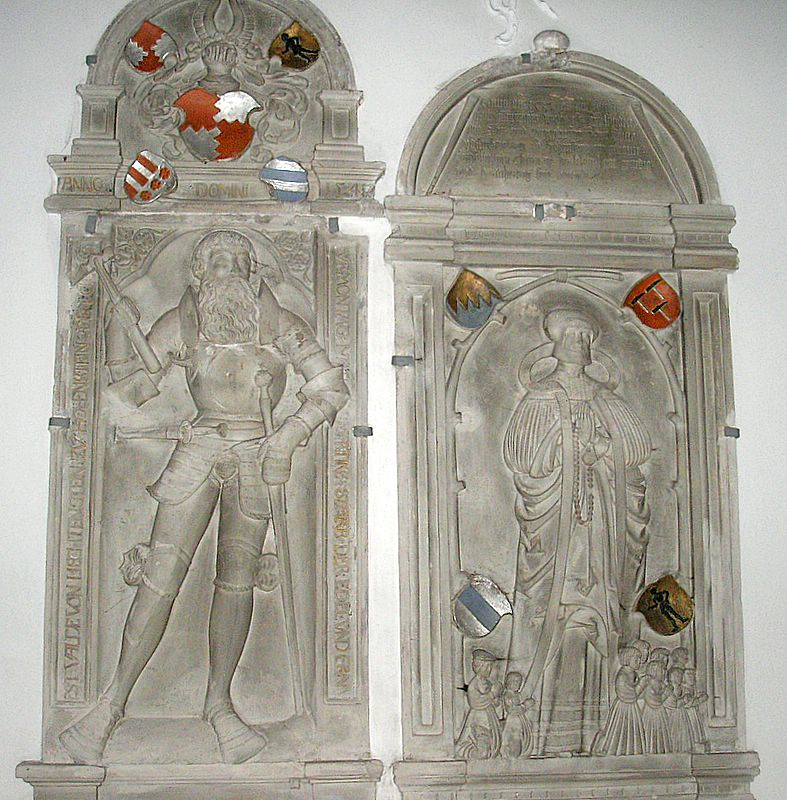
Lichtenstein-Epitaphien in der Stadtpfarrkirche St. Johannes der Täufer

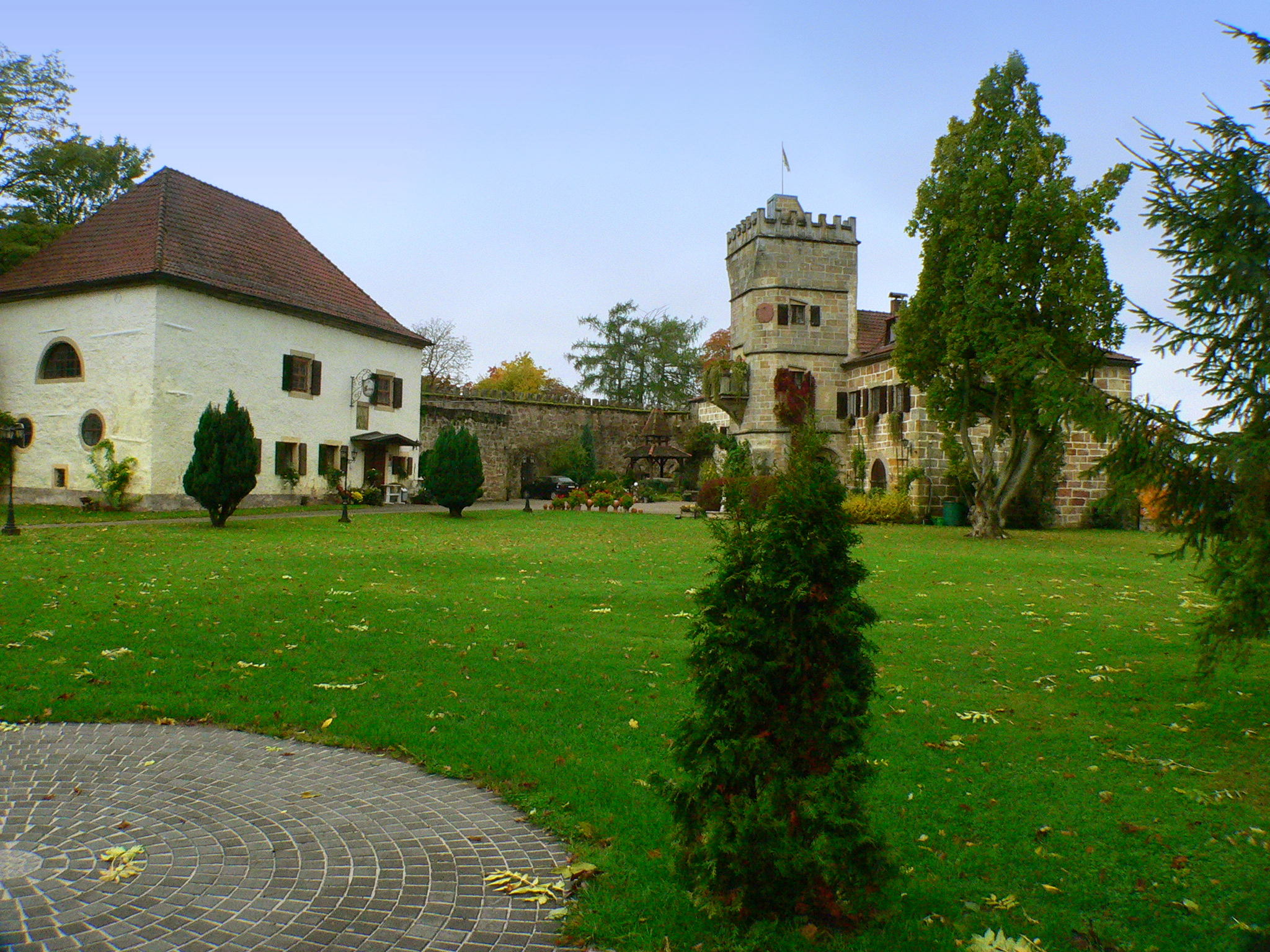
Schloss Geiersberg

Die Altstadt ist noch nahezu vollständig von ihrem spätmittelalterlichen Mauerring umgeben. Ungewöhnlich sind die losen Rollsteine auf der Mauerkrone anstelle eines Wehrganges. Auch die drei Tortürme haben sich erhalten. Die Befestigungsanlage der würzburgischen Amtsstadt entstand im 14./15. Jahrhundert und wurde im 16. und 17. Jahrhundert ausgebaut. Vor dem Rothenberger Tor ergänzt eine barocke Bogenbrücke das historische Ensemble.
Neben zahlreichen Wohn- und Wirtschaftsbauten des 16.–18. Jahrhunderts prägen die repräsentativen bischöflichen Amtsbauten und der Gülthof des Würzburger Juliusspitals das malerische Ortsbild. Einige Häuser im „Heimatstil“ des frühen 20. Jahrhunderts wurden nach dem großen Stadtbrand von 1905 errichtet.
Die spätgotische Staffelhalle der katholischen Stadtpfarrkirche St. Johannes der Täufer wurde im 18. Jahrhundert barockisiert. Von der älteren Ausstattung sind besonders einige Renaissance-Epitaphien der Familie von Lichtenstein und ein spätgotischer Flügelaltar hervorzuheben. Vor dem Hattersdorfer Tor steht an der Straße nach Dietersdorf die barocke Friedhofskapelle Heilig Kreuz.
Über der Stadt liegt das Schloss Geiersberg auf einem Hügel. An die mittelalterliche Burganlage der Lichtensteiner erinnern noch Reste der Schildmauer und des Bergfriedes. Der Hauptbau mit seinem Treppenturm geht auf das 17. Jahrhundert zurück, als die Burg der Sitz des würzburgischen Amtmannes war. Die Wirtschaftsbauten stammen aus dem 18. Jahrhundert.
Das Schloss Heilgersdorf im Gemeindeteil Heilgersdorf ist ein typisches Beispiel eines fränkischen Landschlosses. Der barocke Dreiflügelbau kann nur von außen besichtigt werden.
Der stattliche Satteldachbau des Schlosses Wiesen zwischen Seßlach und Heilgersdorf datiert ins 16. Jahrhundert. Auch dieser ehemalige Adelssitz befindet sich in Privatbesitz und ist nicht zugänglich.

## Wirtschaft und Infrastruktur

### Wirtschaft
Größter Arbeitgeber in Seßlach ist die Geiss AG mit 140 Mitarbeitern (Stand: 2024). Das 1948 gegründete Unternehmen stellt für die Kunststoffbearbeitung Werkzeugmaschinen her.

### Verkehr

#### ÖPNV
Die VGN-Buslinie 1451 verbindet Seßlach mit Coburg. Unter der Woche verkehrt die Linie von circa 5 bis 24 Uhr im Stundentakt, am Wochenende ab 8 Uhr im Zweistundentakt. Innerhalb der Gemeinde Seßlach verkehrt zudem bei Bedarf die Rufbuslinie 1451.1, die ebenfalls unter der Woche stündlich und am Wochenende alle zwei Stunden telefonisch gebucht werden kann.

#### Schienenverkehr
Von 1913 bis 1975 war Seßlach durch die Bahnstrecke Breitengüßbach–Dietersdorf im Personenverkehr an das deutsche Eisenbahnnetz angebunden. Neben dem Bahnhof in der Kernstadt gab es Halte in den Gemeindeteilen Setzelsdorf, Heilgersdorf und Dietersdorf, wo die Strecke endete. Der Güterverkehr endete 1981 mit der Gesamtstilllegung.

#### Autoverkehr
Durch das Seßlacher Gemeindegebiet führt die Bundesstraße 303.

## Film und Fernsehen
In der Altstadt, auf dem historischen Marktplatz und vor der historischen Stadtmauer wurden Teile einiger Kinofilme gedreht:
- Luther mit Joseph Fiennes und Peter Ustinov
- Der Räuber Hotzenplotz mit Armin Rohde und Katharina Thalbach

## Sonstiges
Seßlach beherbergt eines der wenigen noch aktiven Gemeindebrauhäuser. Im 1892 errichteten Kommunbrauhaus wird immer freitags braunes Landbier und saisonbedingt auch Bockbier hergestellt. 1300 bis 1500 Hektoliter werden jährlich gebraut und als Hausbräu unter anderem an zwei Gasthöfe abgegeben.

## Persönlichkeiten

### Söhne und Töchter der Stadt
- Siegismund Justus Ehrhardt (* 1732 in Gemünda; † 1793 in Beschine), evangelischer Theologe, Diplomatiker und  Kirchenhistoriker
- Heinrich Stephani (* 1761 in Gemünda; † 1850 in Gorka, Schlesien), Pädagoge und Schulreformer
- Andreas Sebastian von Stumpf (* 1772 in Seßlach; † 1820 in Würzburg), Archivar, Historiker und Regierungsdirektor
- Joseph Otto Kolb (* 1881 in Seßlach; † 1955 in Bamberg), Erzbischof von Bamberg 1943 bis 1955
- Heinrich Eckstein (* 1907 in Autenhausen; † 1992 in Aschaffenburg), Politiker (CDU)
- Friedrich Schaller (* 1920 in Gleismuthhausen; † 2018 in Wien), Zoologe
- Robert Hartmann (* 1949 in Seßlach), Maler

### Weitere Persönlichkeiten
- Friedrich Rückert (1788–1866), Dichter und Begründer der deutschen Orientalistik, schrieb bei seinen Eltern in Seßlach (1807/09) seine ersten Gedichte.
- Andreas Krämmer (* 1959), Bildhauer, lebt und arbeitet in Seßlach.

## Kirchen

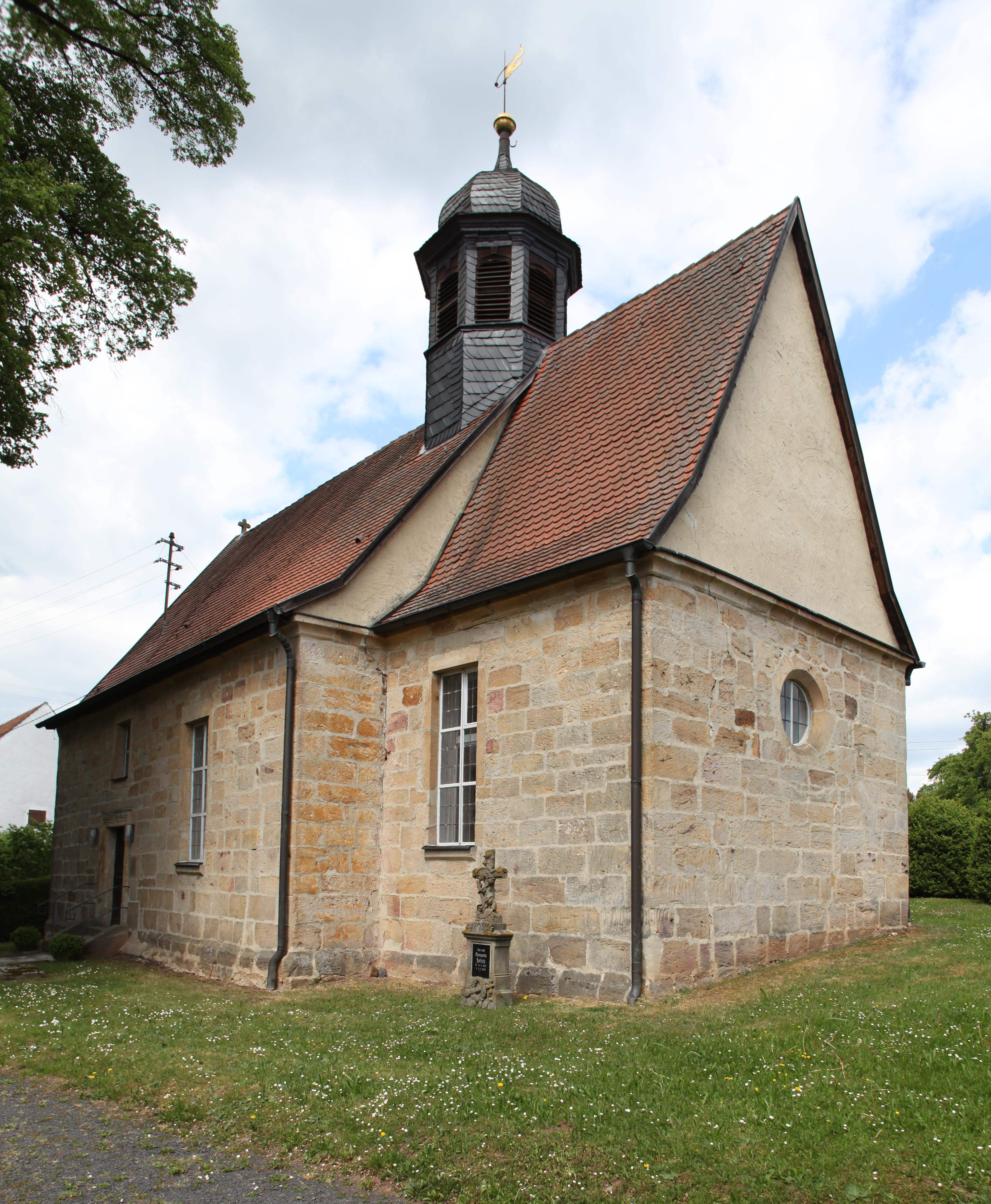
Bischwind, Evang.-Luth. Kirche
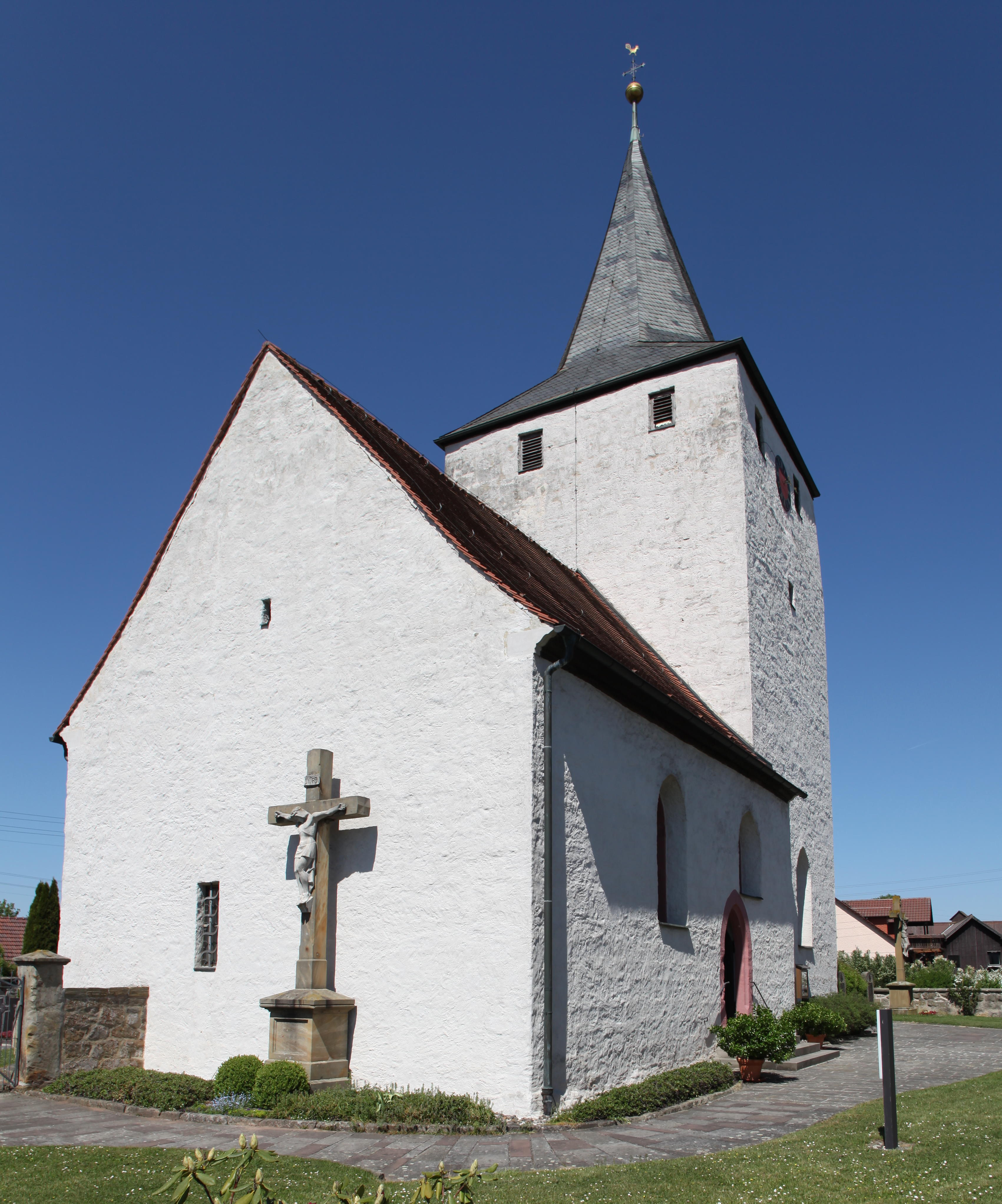
Dietersdorf, Katholische Filialkirche St. Kilian
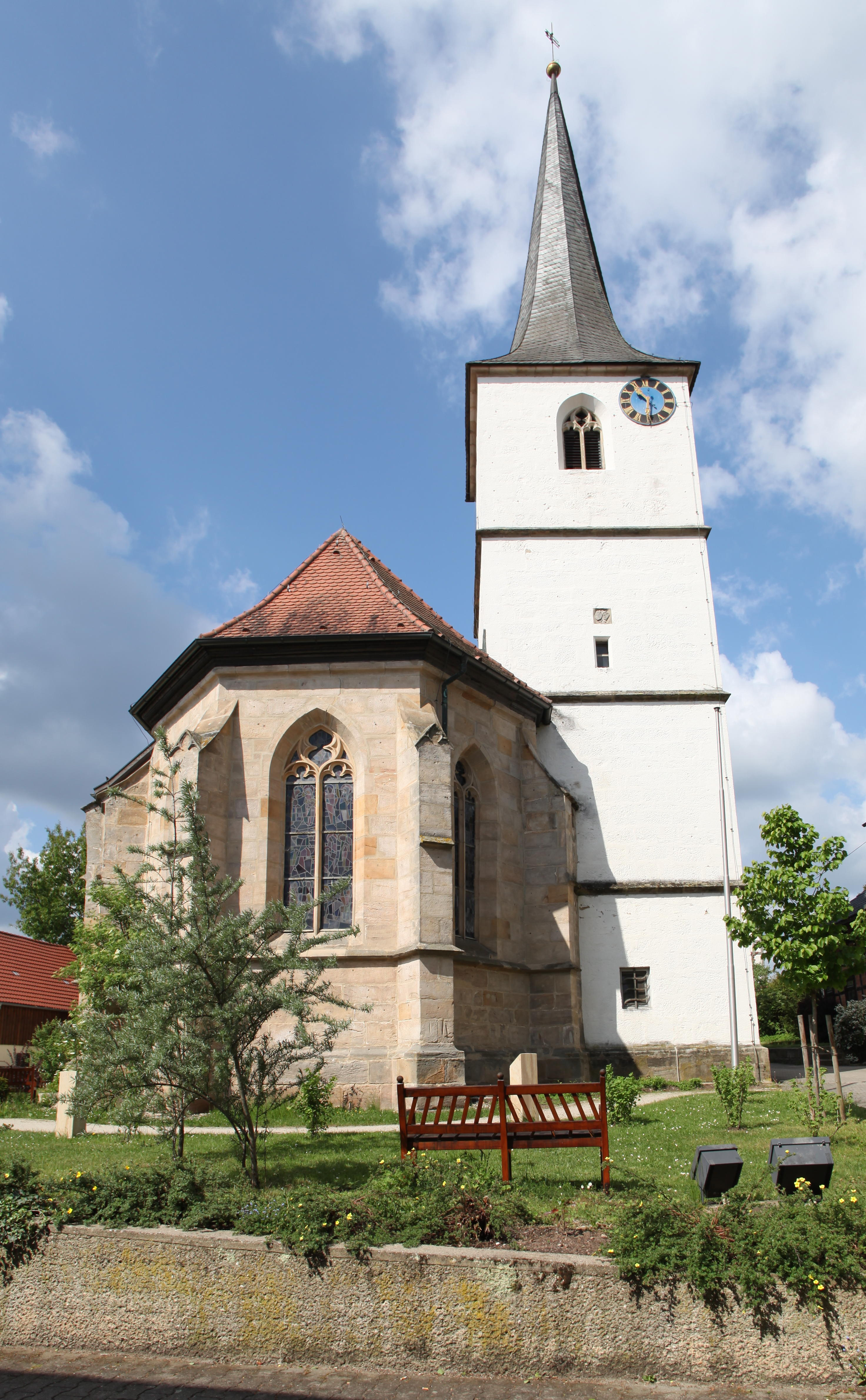
Gemünda, Evang.-Luth. Johanniskirche
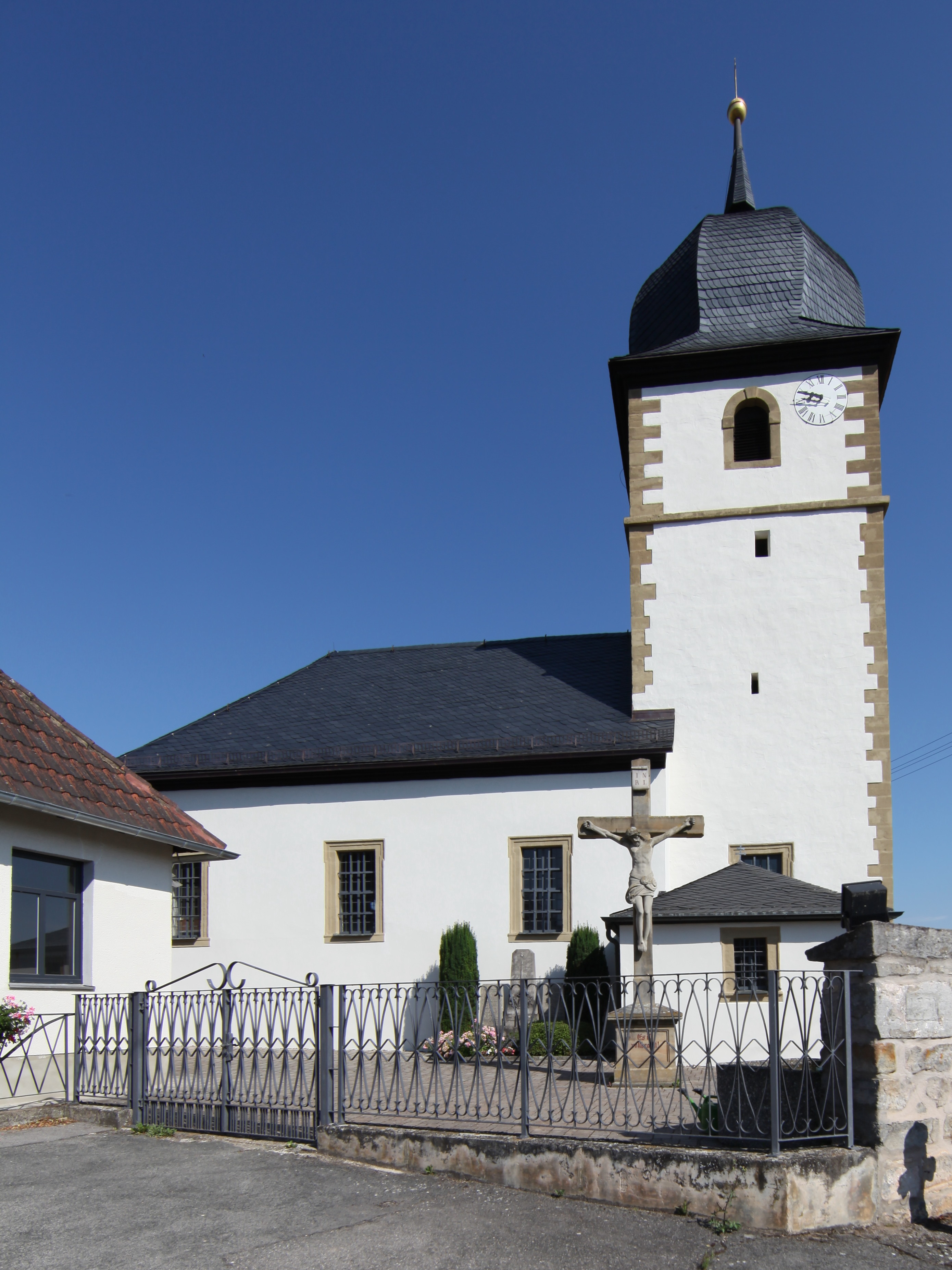
Gleismuthhausen, Katholische Filialkirche St. Antonius Abbas
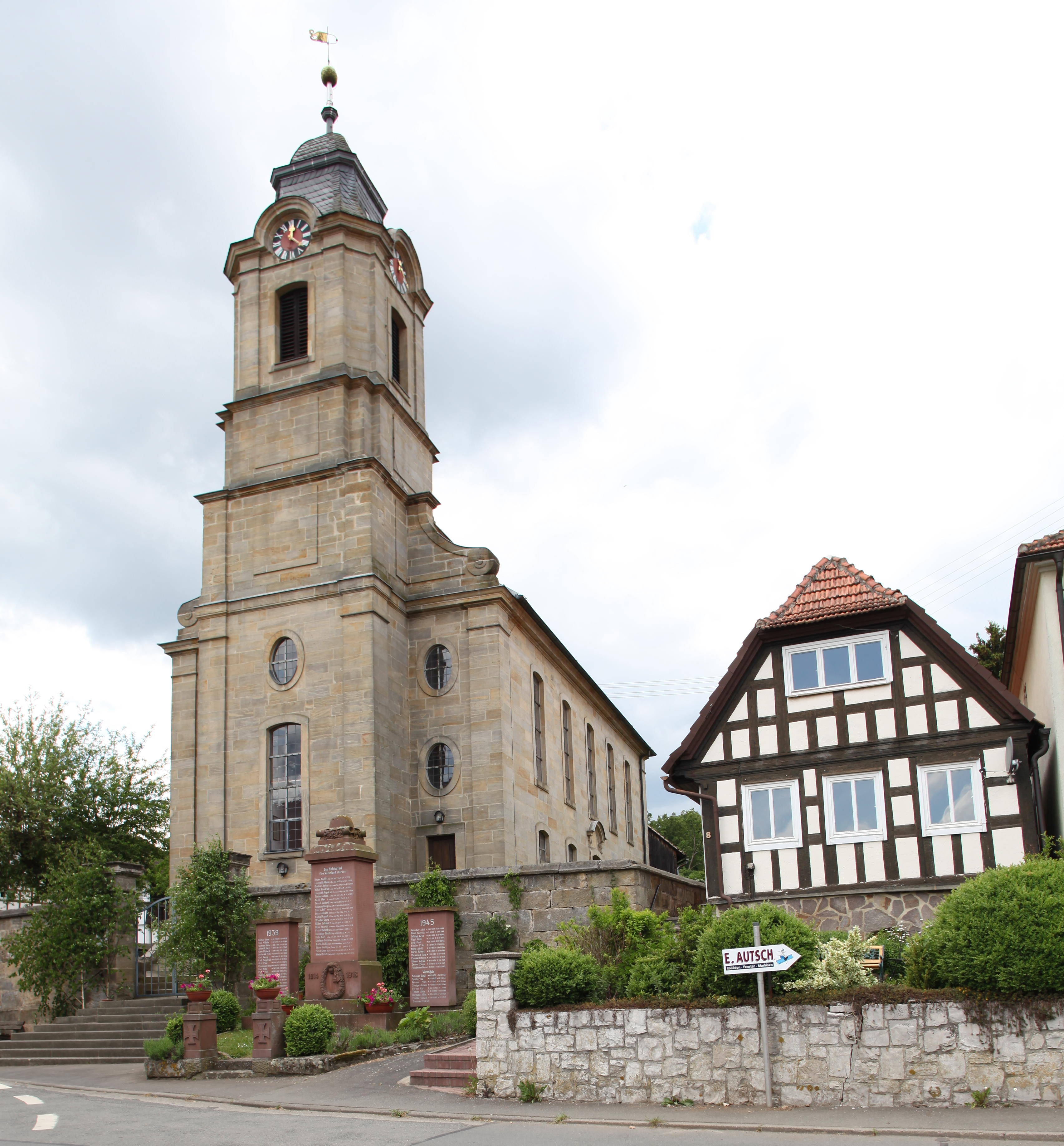
Heilgersdorf, Evang.-Luth. Pfarrkirche
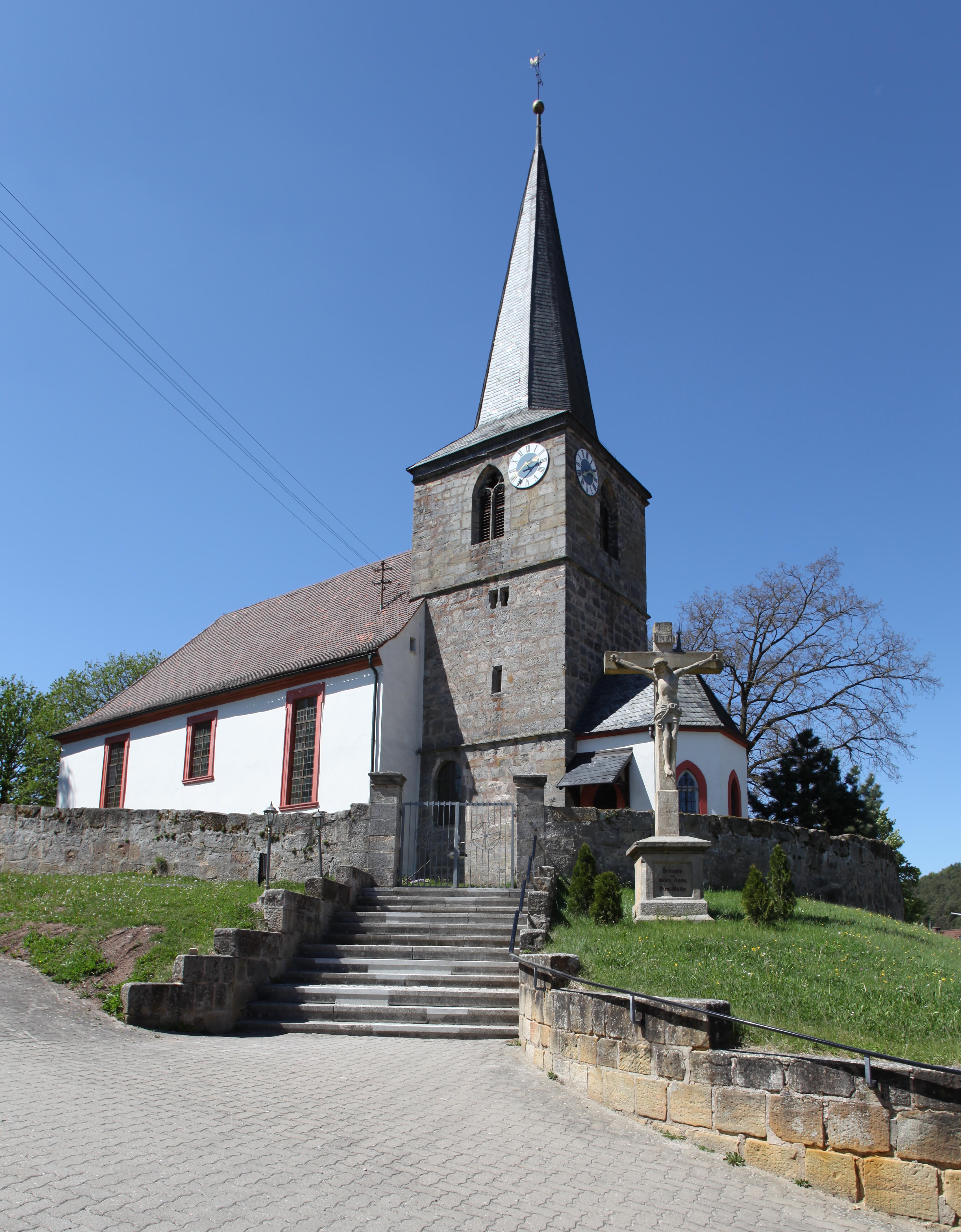
Oberelldorf, Katholische Filialkirche St. Nikolaus
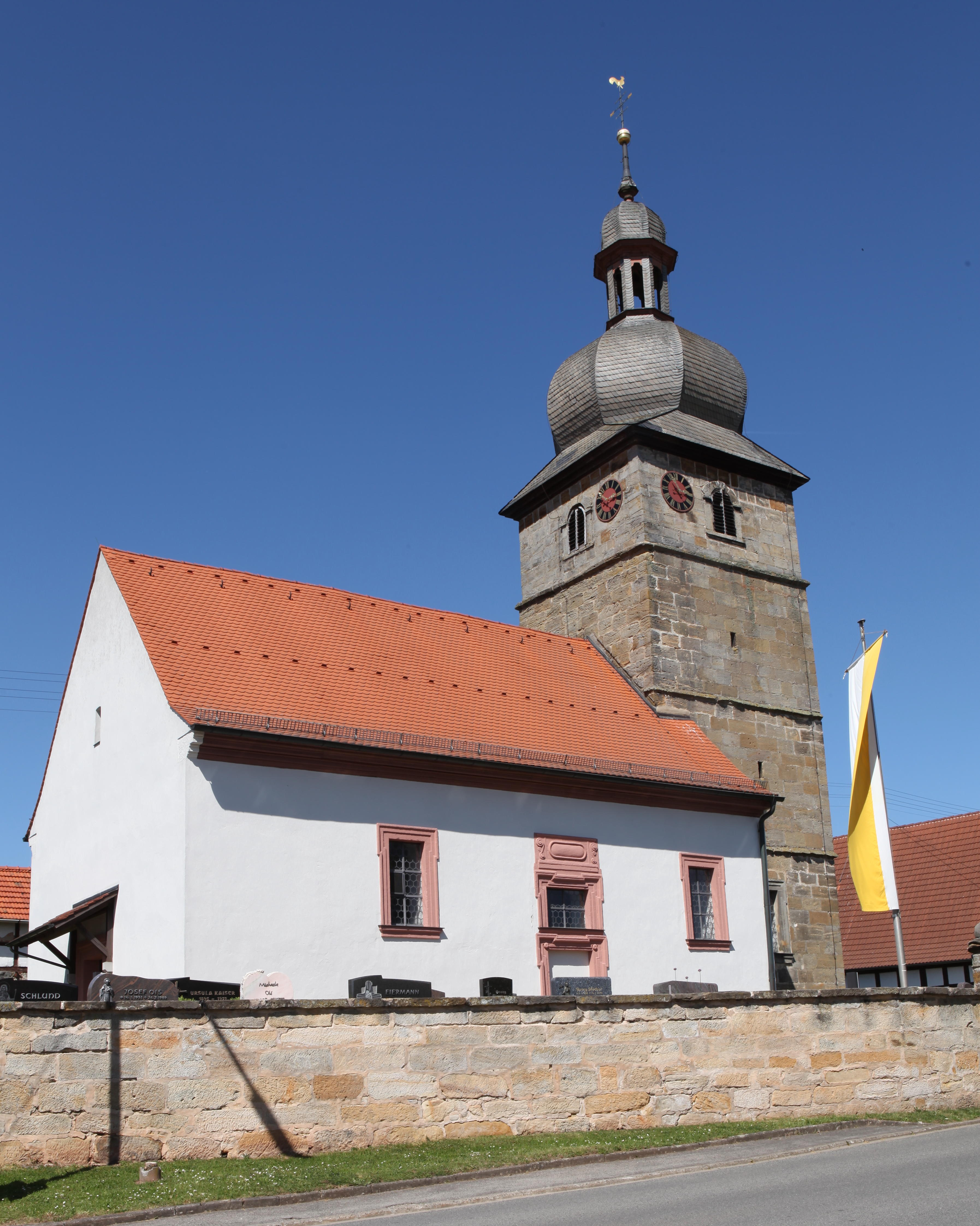
Rothenberg, Katholische Filialkirche St. Laurentius